# Armando Armuzzi
Armando Armuzzi (Corfù, 12 maggio 1851 – Ostia, 12 marzo 1930) è stato un sindacalista e politico italiano.
Militante del partito socialista, aderente all'ala riformista, ha preso parte alla fondazione della prima cooperativa di lavoro italiana ed ha avuto un ruolo di primo piano nell'opera di bonifica del litorale di Roma.

## Biografia
(Armando Armuzzi, discorso al Teatro Mariani di Ravenna, 16 marzo 1884)
Figlio di un dirigente della prima ora del Partito Socialista Italiano di Ravenna  nasce a Corfù, dove il padre si era rifugiato per motivi politici, e con la famiglia torna nella città natale poco prima dellì'adolescenza. A causa di una crisi nel settore dell'agricoltura e della mancanza di altri sbocchi lavorativi nell'aprile del 1883 partecipa con Nullo Baldini, Federico Bazzini ed altri alla fondazione dell'Associazione generale degli operai braccianti del comune di Ravenna, un sodalizio costituito spontaneamente da operai e braccianti rimasti senza lavoro, che si propone di assumere incarichi per i soci ovunque se ne presenti l'occasione, eliminando lo sfruttamento degli intermediari e promuovendo la compartecipazione dei lavoratori agli utili dell'impresa.
Costituito di fatto, con trecento aderenti, il sodalizio, che risulta essere la prima cooperativa al mondo sorta tra operai della campagna, ottiene inizialmente l'incarico di procedere alla bonifica della pineta di Ravenna. Nel 1886, quando il lavoro è prossimo ad essere terminato, l'approvazione della legge che disciplina le Società di mutuo soccorso consente all'associazione di costituirsi legalmente secondo le norme introdotte nel codice di commercio, con Armuzzi che ne assume la presidenza. La nomina raggiunge il nuovo presidente mentre è impegnato nei lavori di bonifica del litorale di Roma, ottenuti in regime di sub-appalto, dove dirige personalmente i cantieri di Maccarese e Campo Salino. 
A seguito del sub-appalto l'Armuzzi ottiene un enfiteusi sui territori sottoposti a risanamento. Attraverso la "Cooperativa agricola romagnola", appositamente fondata, i soci che hanno preso parte ai lavori ottengono lotti di tre ettari da coltivare a regime di mezzadria, sui quali vengono edificate le relative abitazioni attraverso la "Cooperativa case coloniche". Quest'ultima ottiene inoltre l'appalto per i lavori di sistemazione delle tenute reali di Castel Porziano e Castel Fusano.
A seguito della sua politica, che evita lo scontro con le autorità governative e vale agli aderenti lo sgradito soprannome "socialisti del Re" Armuzzi viene espulso dal PSI. Nel 1904, quando la primitiva associazione si ritira, fonda la "Cooperativa agricola fra operai e coloni ravennati residenti in Ostia e Fiumicino", che fa presto ad entrare in conflitto col massimalismo di Mussolini, nominato nel 1912 direttore de l'Avanti!. La preponderanza dei massimalisti sui riformisti è anzi all'origine del suo ritiro dalla presidenza e del progressivo disimpegno politico.
Contrario all'adesione dell'associazione al sindacalismo fascista, avvenuta nel 1923, a causa dell'avanzare dell'età e di una salute sempre più compromessa, si ritira a vita a privata fino alla scomparsa.